# Lieja-Bastoña-Lieja 1939
La Lieja-Bastogne-Lieja 1939 fue la 29ª edición de la clásica ciclista Lieja-Bastoña-Lieja. La carrera se disputó el domingo 14 de mayo de 1939, sobre un recorrido de 211 km. El vencedor final fue el belga Albert Ritserveldt (De Dion) que se impuso a sus compatriotas Cyrille Van Overberghe y Edward Vissers, segundo y tercero respectivamente. 

## Clasificación final
| Posición | Ciclista               | Equipo             | Tiempo   |
| -------- | ---------------------- | ------------------ | -------- |
| 1        | Albert Ritserveldt     | De Dion            | 5h39'00" |
| 2        | Cyrille Van Overberghe | -                  | a 34"    |
| 3        | Edward Vissers         | Alcyon-Dunlop      | a 59"    |
| 4        | Camille Beeckman       | Helyett-Hutchinson | s.t.     |
| 5        | Maurice Clautier       | -                  | a 3'03"  |
| 6        | Joseph Somers          | Helyett-Hutchinson | s.t.     |
| 7        | Joseph Van Kerckhoven  | -                  | a 4'31"  |
| 8        | Jérôme Dufromont       | -                  | a 7'12"  |
| 9        | Achiel De Backer       | -                  | s.t.     |
| 10       | Sylvain Grysolle       | Dilecta-Wolber     | s.t.     |